# جون فيرغسون (لاعب كرة قدم)
جون فيرغسون (بالإنجليزية: John Ferguson)‏ (1 يناير 1848 في المملكة المتحدة - 6 سبتمبر 1929) هو لاعب كرة قدم بريطاني (وحمل سابقاً جنسية المملكة المتحدة لبريطانيا العظمى وأيرلندا) في مركز جناح ‏. لعب مع فايل أوف ليفن ‏.

## وصلات خارجية
- جون فيرغسون على موقع الاتحاد الإسكتلندي (الإنجليزية)
- جون فيرغسون على موقع قاعدة بيانات كرة القدم.إي يو (الإنجليزية)
- جون فيرغسون على موقع ناشيونال فوتبول تيمز (الإنجليزية)